# 子育てんき
『子育てんき』（こそたてんき）は、2007年4月7日から広島テレビ放送（HTV）で放送されている天気予報である。

## 番組内容
2007年3月まで『テレビ宣言』で月曜に行われていたコーナー「子育て&孫育て応援団」と天気予報を組み合わせたミニ番組で、視聴者から投稿された子供の写真をバックに広島県内各地の天気予報を伝える。

## 放送時間
いずれもJST。
- 土曜 9:25 - 9:30 （2007年4月7日 - 2011年3月26日）
- 日曜 11:25 - 11:30 （2011年4月3日 - ）